# Тумс (округ, Джорджія)
Шаблон:StateAbbr_ 32°07′ пн. ш. 82°20′ зх. д. / 32.12° пн. ш. 82.34° зх. д.
Округ Тумс (англ. Toombs County) — округ (графство) у штаті Джорджія, США. Ідентифікатор округу 13279.

## Історія
Округ утворений 1905 року.

## Демографія
За даними перепису
2000 року
загальне населення округу становило 26067 осіб, зокрема міського населення було 12474, а сільського — 13593.
Серед мешканців округу чоловіків було 12443, а жінок — 13624. В окрузі було 9877 домогосподарств, 6825 родин, які мешкали в 11371 будинках.
Середній розмір родини становив 3,13.
Віковий розподіл населення поданий у таблиці:
| Стать    | До 15 років | 15-21 | 22-29 | 30-39 | 40-49 | 50-65 | 65-85 | Понад 85 |
| -------- | ----------- | ----- | ----- | ----- | ----- | ----- | ----- | -------- |
| Чоловіки | 3029        | 1435  | 1357  | 1745  | 1758  | 1940  | 1088  | 91       |
| Жінки    | 3122        | 1307  | 1319  | 1904  | 1784  | 2189  | 1642  | 357      |

## Суміжні округи
- Емануель — північ
- Кендлер — північний схід
- Теттнолл — схід
- Апплінг — південь
- Джефф-Девіс — південний захід
- Монтгомері — захід
- Тройтлен — північний захід

## Виноски
1. ↑  U.S. Decennial Census. United States Census Bureau. Процитовано 26 червня 2014.
2. ↑  Historical Census Browser. University of Virginia Library. Архів оригіналу за 11 серпня 2012. Процитовано 26 червня 2014.
3. ↑  Population of Counties by Decennial Census: 1900 to 1990. United States Census Bureau. Процитовано 26 червня 2014.
4. ↑  Census 2000 PHC-T-4. Ranking Tables for Counties: 1990 and 2000 (PDF). United States Census Bureau. Процитовано 26 червня 2014.
5. ↑  State & County QuickFacts. United States Census Bureau. Архів оригіналу за 8 грудня 2015. Процитовано 26 червня 2014. [Архівовано 2015-12-08 у Wayback Machine.](англ.) Наведено за англійською вікіпедією.
6. ↑  American FactFinder. Бюро перепису населення США. Архів оригіналу за 26 лютого 2012. Процитовано 31 січня 2008. [Архівовано 2008-05-21 у Wayback Machine.]

| США | Це незавершена стаття з географії США. Ви можете допомогти проєкту, виправивши або дописавши її. |